# Рыкс, Мариан Юзеф
Мариан Юзеф Рыкс (пол. Marian Józef Ryx, 10 декабря 1853 года, Варшава, Царство Польское, Российская империя — 1 июня 1930 года, Сандомир, Польша) — католический епископ, епископ Сандомира с 7 апреля 1910 года по 1 июня 1930 год.

## Биография
Закончил радомскую гимназию, после чего поступил в сандомирскую семинарию. Обучался также в Императорской католической академии в Санкт-Петербурге. 20 июля 1879 года Мариан Юзеф Рыкс был рукоположен в священника. C 1896 года был ректором в сандомирской семинарии. 10 января 1908 года был назначен апостольским администратором сандомирской епархии.
7 апреля 1910 года Римский папа Пий X назначил Мариана Юзефа Рыкса епископом Сандомира. 19 июня 1910 года в Санкт-Петербурге состоялось рукоположение Мариана Юзефа Рыкса в епископа, которое совершил могилёвский архиепископ Викентий Ключинский в сослужении с вспомогательным епископом Могилёвской архиепархии и титулярным епископом Клаудиополиса Изаурского Стефаном Антонием Денисевичем и епископом Кельце Августином Лосинским.
Будучи сандомирским епископом, созвал епархиальный синод.
Скончался 1 июня 1930 года и был похоронен в кафедральной Базилике Рождества Пресвятой Девы Марии в Сандомире..